# Gewehr 98
Mauser Gewehr 98 (ofte forkortet G98, Gew 98 eller M98) er et tysk boltmekanisme Mausergevær, der bruger ammunition fra et internt magasin med plads til 5 patroner. Det var i brug af den tyske hær fra 1898 til 1935, hvor det blev erstattet af Karabiner 98k. Gewehr 98 bruger 7,92x57 mm patroner og var et avanceret infanterivåben, der også hurtigt blev brugt i M1903 Springfield, M1917 Enfield og Arisaka. Gewehr 98 erstattede det tidligere Gewehr 1888, der var Tysklands tidligere standardvåben, og blev første gang brugt i kamp under Bokseropstanden og var det primære våben for infanterister under første verdenskrig. Det blev også brugt af det Osmanniske Rige og af spanske nationalister. Mange er blevet konverteret til sportsbrug.